# Conte di Arran

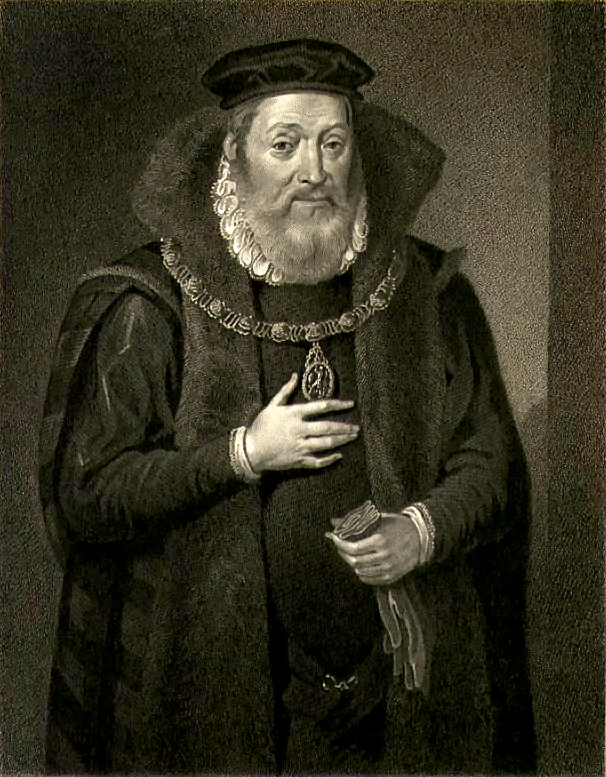
James Hamilton, II conte di Arran.

Conte di Arran è un titolo appartenente al Pari di Scozia e nel Parìa d'Irlanda. I due titoli si riferiscono a luoghi diversi: all'Isola di Arran in Scozia e alle Isole Aran in Irlanda. Il conte di Arran (in Scozia) è un titolo filiale del duca di Hamilton mentre il conte di Arran (in Irlanda) è un titolo separato tenuto dalla famiglia Gore.

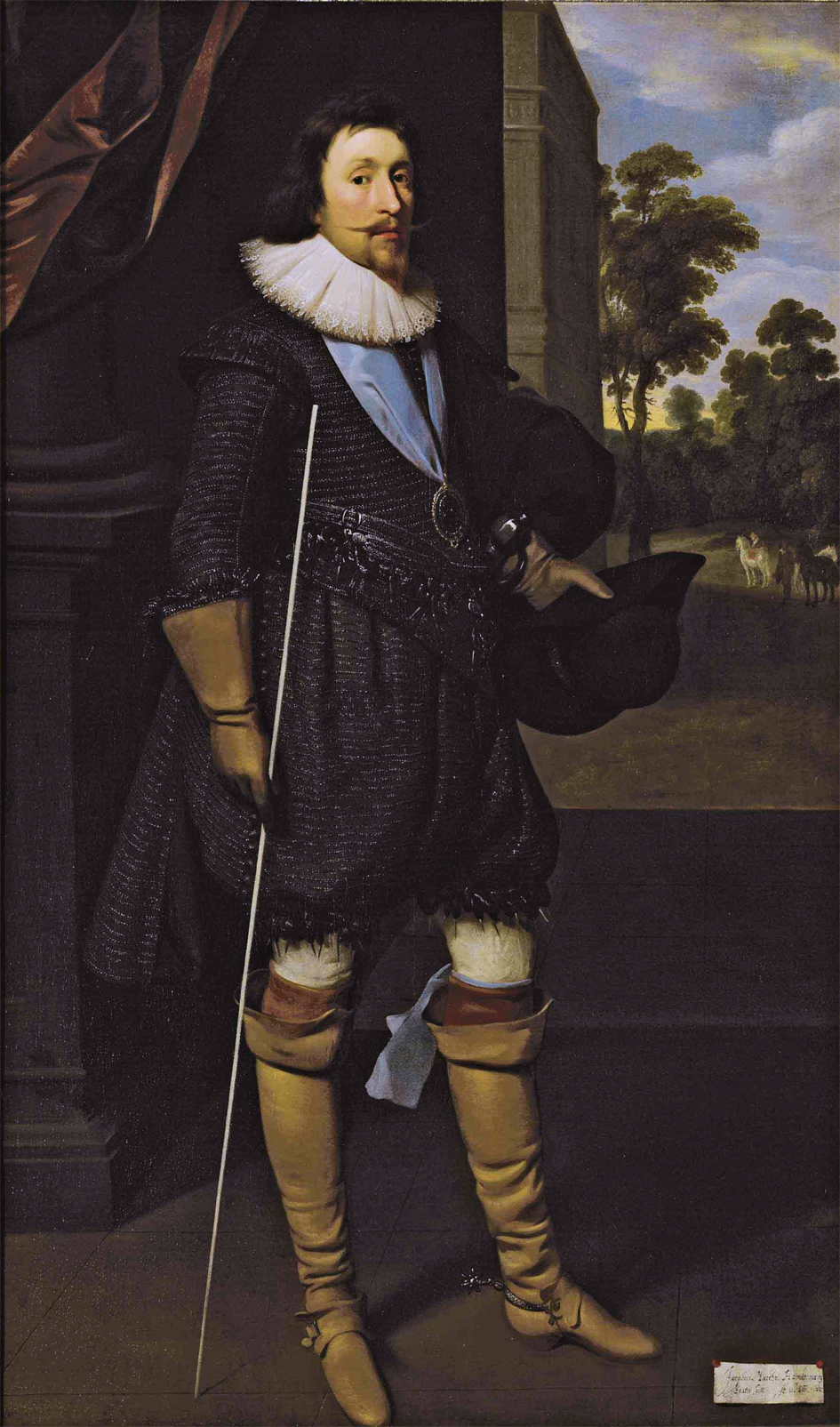
James Hamilton, IV conte di Arran.

## Creazione scozzese
Il titolo è stato creato nel Pari di Scozia nel 1467 per Thomas Boyd, che fu poi giustiziato per tradimento. Il titolo venne nuovamente creato  nel 1503 per James Hamilton, II Lord Hamilton. Suo nipote fu dichiarato pazzo nel 1562 e il titolo passò al capitano James Stewart, favorito del re nel 1581. Nel 1609, il secondo marchese di Hamilton ereditò la contea. Nel 1643, il terzo marchese venne nominato duca di Hamilton e ricevette una seconda concessione della contea di Arran. 

### Conti di Arran (1467)
- Thomas Boyd, I conte di Arran (?-1472)

### Conti di Arran (1503, 1643)

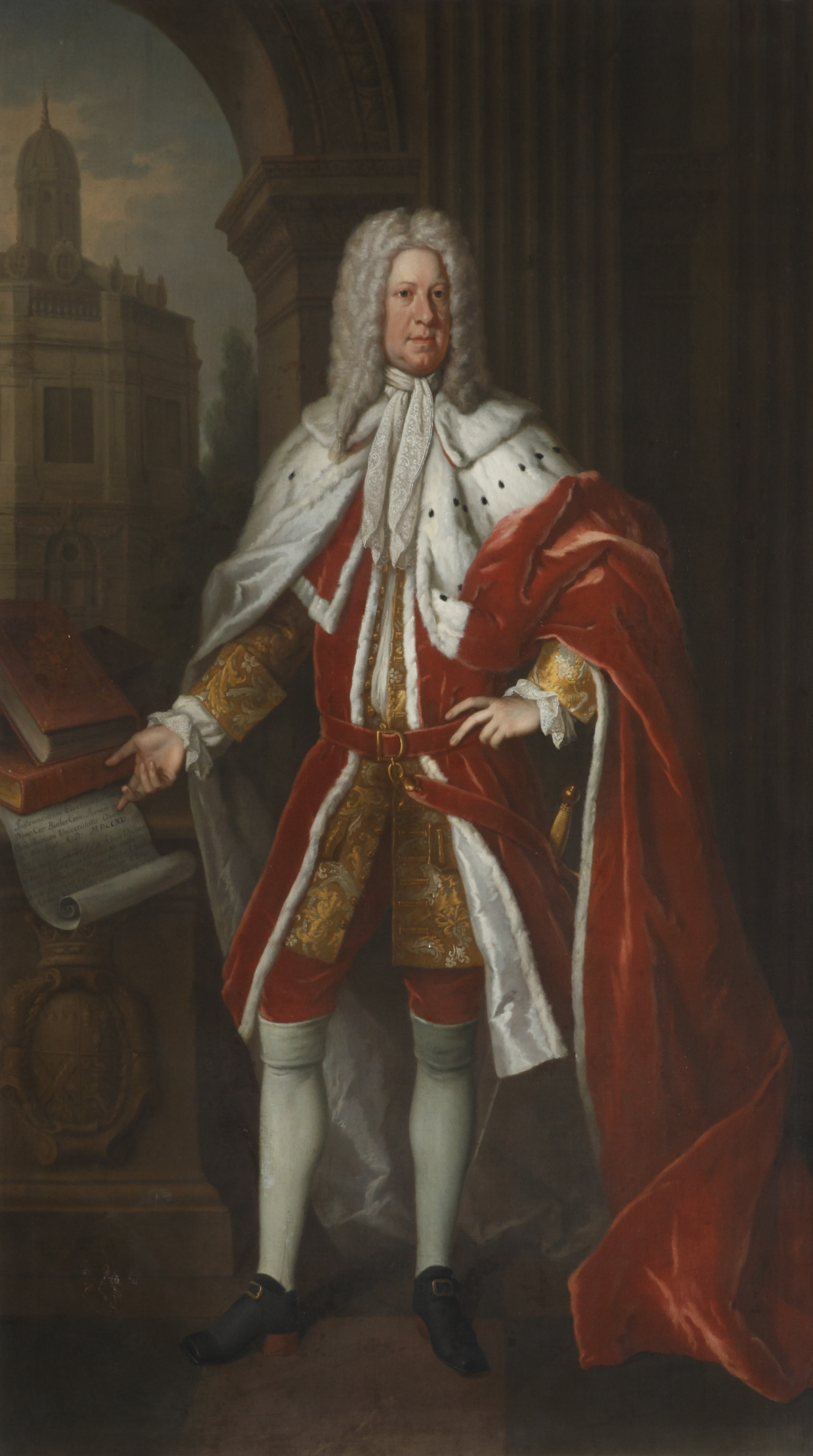
Charles Butler, I conte di Arran.

- vedi Duca di Hamilton

## Creazione irlandese
La prima creazione irlandese fu nel 1662, quando Lord Richard Butler, figlio minore di James Butler, I duca di Ormonde, venne creato Barone di Cloughgrenan, Visconte Tullough e Conte di Arran. Tuttavia, i titoli si estinsero alla sua morte nel 1686, siccome non lasciò eredi. Il titolo venne ricreato nel 1693 per il nipote Charles Butler. Questi titoli si estinsero alla sua morte nel 1758.
La creazione finale avvenne nel 1762, quando sir Arthur Gore, III baronetto, è stato creato Conte di Arran. In passato aveva rappresentato Donegal Borough nella Camera dei Comuni irlandese ed era già stato creato Visconte Sudley  nel 1758, e Barone Saunders. Gli succedette il figlio, il secondo conte. 
Gli succedette suo figlio maggiore, il terzo conte. Egli rappresentò Baltimore e la Contea di Donegal nella Camera dei Comuni britannica. Alla sua morte gli succedette il nipote, il quarto conte, figlio del colonnello William John Gore. Egli era un diplomatico. Suo figlio, il quinto conte, anche lui era nel servizio diplomatico. Nel 1884 fu creato Barone Sudley nella Paria del Regno Unito. Con questo titolo i conti ebbero un seggio automatico nella Camera dei lord.
Suo figlio, il sesto Conte, era un soldato e servì anche come Lord Luogotenente di Donegal. A partire dal 2010 i titoli sono detenuti da suo nipote, il nono Conte. 

### Conti di Arran (1662)
- Richard Butler, I conte di Arran (1639-1686)

### Conti di Arran (1693)
- Charles Butler, I conte di Arran (1671-1758)

### Baronetti di Newtown (1662)
- Sir Arthur Gore, I Baronetto (?-1697)
- Sir Arthur Gore, II Baronetto (1685-1741)
- Sir Arthur Gore, III Baronetto (1703-1773) (creato conte di Arran nel 1762)

### Conti di Arran (1762)
- Arthur Gore, I conte di Arran (1703-1773)
- Arthur Gore, II conte di Arran (1734-1809)
- Arthur Gore, III conte di Arran (1761-1837)
- Philip Gore, IV conte di Arran (1801-1884)
- Arthur Gore, V conte di Arran(1839-1901)
- Arthur Gore, VI conte di Arran (1868-1958)
- Arthur Gore, VII conte di Arran (1903-1958)
- Arthur Gore, VIII conte di Arran (1910-1983)
- Arthur Gore, IX conte di Arran (1938)

Il presunto erede è William Henry Gore (1950)